# هيدياكي أوزاوا
هيدياكي أوزاوا (باليابانية: 小澤 英明) (17 مارس 1974 في نامه-غاتا في اليابان – )؛ هو لاعب كرة قدم ياباني سابق كان يلعب كحارس مرمى.

## وصلات خارجية
- هيدياكي أوزاوا على موقع رابطة كرة القدم اليابانية للمحترفين (اليابانية)
- هيدياكي أوزاوا على موقع قاعدة بيانات كرة القدم.إي يو (الإنجليزية)
- هيدياكي أوزاوا على موقع Soccerway.com (الإنجليزية)
- هيدياكي أوزاوا على موقع عالم كرة القدم.نت (الإنجليزية)
- هيدياكي أوزاوا على موقع كووورة